# Threnosia hypopolia
Threnosia hypopolia är en fjärilsart som beskrevs av Turner 1940. Threnosia hypopolia ingår i släktet Threnosia och familjen björnspinnare. Inga underarter finns listade i Catalogue of Life.